# Геноцид селькнамов
Геноци́д селькна́мов — целенаправленное истребление селькнамов и других индейских народов Огненной Земли, проводимое в конце XIX — начале XX века с фактического согласия аргентинского правительства европейскими наёмниками под руководством Джулиуса Поппера, которые в буквальном смысле слова охотились за индейцами, получая за это деньги.
После сотен (а возможно — и тысяч) лет полукочевой жизни на Исла-Гранде (буквально — Большой остров [Огненной земли] такое название острову дали европейские исследователи, наблюдавшие по всему побережью острова дым от селькнамских костров, на которых индейцы готовили пищу) селькнамы в конце XIX века столкнулись с экспансией белых, выражавшейся в первую очередь в появлении на острове овцеводческих ранчо, что вызвало конфликт между ними и аргентинскими, чилийскими и европейскими переселенцами. Крупные овцеводческие компании и аргентинское правительство платили фермерам и наёмникам по одному фунту стерлингов за каждого мёртвого селькнама, в качестве доказательства убийства нужно было принести две кисти руки, два уха или череп трупа. Эти требования привели к одному из самых малоизвестных геноцидов в истории человечества, результатом которого стало практически полное уничтожение коренного населения Огненной земли.
Геноцид селькнамов показан в художественном фильме 2023 года «Поселенцы».